# Acraea dondoensis
Acraea dondoensis är en fjärilsart som beskrevs av Stevenson 1934. Acraea dondoensis ingår i släktet Acraea och familjen praktfjärilar. Inga underarter finns listade i Catalogue of Life.